# Чајна истерн ерлајнс
Чајна истерн ерлајнс (кин: 中国东方航空股份有限公司) је кинеска авио-компанија са седиштем у Шангају, Народна Република Кина. Одржава редовне међународне, домаће и регионалне летове. Главна база јој је на Шангајском аеродрому Хунгћао, а такође има и базу на другом шангајском аеродрому, Пудонг.
Чајна истерн ерлајнс није члан ниједне алијансе, али можда ће у будућности постати члан Ванворлд алијанс.